# Cracu Teiului, Caraș-Severin
Cracu Teiului este un sat în comuna Cornereva din județul Caraș-Severin, Banat, România.